# Rhaphuma luteopubens
Rhaphuma luteopubens là một loài bọ cánh cứng trong họ Cerambycidae.